# Grupa Lewicy w Parlamencie Europejskim – GUE/NGL

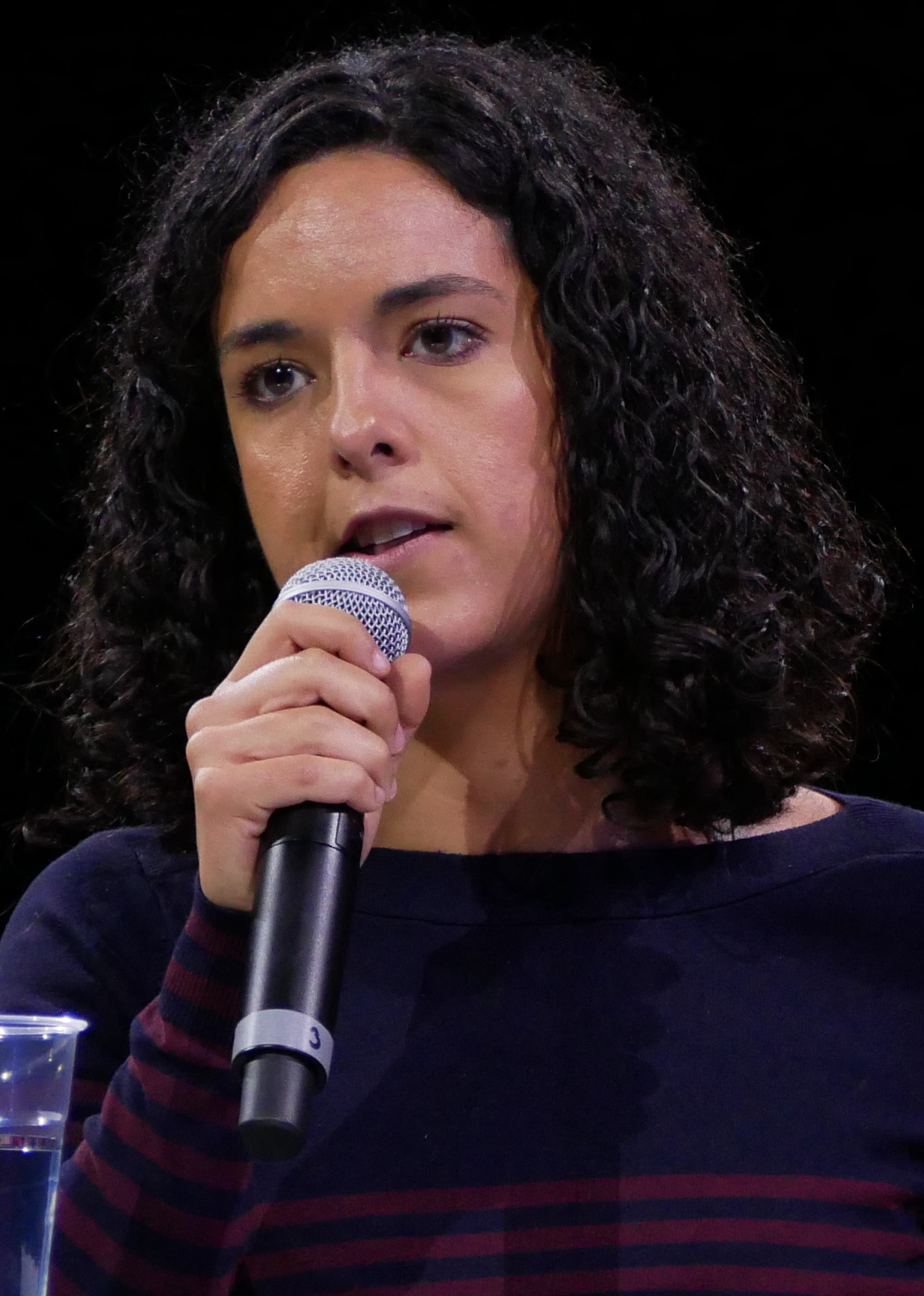
Manon Aubry - współprzewodnicząca frakcji

Grupa Lewicy w Parlamencie Europejskim – GUE/NGL (ang. The Left in the European Parliament – GUE/NGL, GUE/NGL) – frakcja polityczna w Parlamencie Europejskim grupująca partie socjalistyczne, komunistyczne oraz ekosocjalistyczne. Do stycznia 2021 grupa nosiła nazwę Zjednoczonej Lewicy Europejskiej – Nordyckiej Zielonej Lewicy
Członkowie GUE/NGL należą do trzech partii europejskich: Europejskiej Partii Lewicy, Europejskiego Sojuszu Lewicy dla Ludzi i Planety oraz Sojuszu Nordyckiej Zielonej Lewicy.

## Przewodniczący frakcji
- Alonso Puerta (IV kadencja, 1994–1999)[1]
- Francis Wurtz (V i VI kadencja, 1999–2009)[2]
- Lothar Bisky (VII kadencja, 2009–2012)[3]
- Gabriele Zimmer (VII i VIII kadencja, od 2012–2019)[4]
- Manon Aubry i Martin Schirdewan (IX kadencja, od 2019)[5]

## Partie członkowskie
- Cypr: Postępowa Partia Ludzi Pracy
- Czechy: Komunistyczna Partia Czech i Moraw
- Dania: Ruch Ludowy przeciw UE
- Finlandia: Sojusz Lewicy
- Francja: Front Lewicy
- Grecja: Syriza
- Hiszpania:
  - Zjednoczona Lewica
  - Podemos
  - Euskal Herria Bildu
- Holandia:
  - Partia Socjalistyczna
  - Partia na rzecz Zwierząt
- Irlandia: Sinn Féin
- Niemcy:
  - Lewica
  - Partia Ochrony Zwierząt
- Portugalia:
  - Portugalska Partia Komunistyczna
  - Blok Lewicy
- Szwecja: Partia Lewicy
- Włochy: Inna Europa z Tsiprasem